# Apostasia latifolia
Apostasia latifolia är en orkidéart som beskrevs av Robert Allen Rolfe. Apostasia latifolia ingår i släktet Apostasia och familjen orkidéer. Inga underarter finns listade i Catalogue of Life.